# Кенбай (Мукурский сельский округ)
Кенбай (каз. Кенбай) — село в Кзылкогинском районе Атырауской области Казахстана. Входит в состав Мукурского сельского округа. Код КАТО — 234847400.

## Население
В 1999 году население села составляло 173 человека (90 мужчин и 83 женщины). По данным переписи 2009 года, в селе проживало 160 человек (89 мужчин и 71 женщина).